# Antonio Adán Garrido
Antonio Adán Garrido (Mejorada del Campo, 13 de maig de 1987) és un futbolista madrileny format al Reial Madrid CF, equip amb el qual va arribar a jugar sense assolir continuïtat. Ha estat internacional amb Espanya a les categories sub-17, sub-19, sub-20 i sub-21. Actualment juga a l'Sporting CP portuguès.

## Trajectòria
Va debutar amb el primer equip a la Lliga de Campions el 8 de desembre de 2010, substituint al seu company Jerzy Dudek. A primera divisió va debutar el 13 de febrer de 2011 després de l'expulsió d'Iker Casillas.
La temporada 2011-12 va continuar com a suplent d'Iker Casillas, jugant el seu primer partit el 22 de novembre a la Lliga de Campions contra el Dinamo de Zagreb.
Al desembre del 2012 va aconseguir la titularitat al conjunt madrileny, en detriment de Casillas, a un partit de lliga contra el Màlaga CF. Aquesta situació es va repetir al primer partit del 2013, a casa contra la Reial Societat. El 23 de gener tornaria a jugar a la Copa, al camp del València CF, en substitució del seu company Iker Casillas lesionat a la mà.
Amb l'arribada de Diego López el mateix mes de gener va perdre protagonisme a favor del porter gallec. Davant les seves poques oportunitats de jugar a l'equip madrileny, va rescindir el seu contracte amb el club al setembre del 2013.

## Estadístiques
| Reial Madrid CF C Espanya | 3.ª           | 2004-05       | 15  | 11  | 0  | 0  | 0 | 0 | 15  | 11  | 0,73 |
| Reial Madrid CF C Espanya | 3.ª           | 2005-06       | 36  | 29  | 0  | 0  | 0 | 0 | 36  | 29  | 0,81 |
| Reial Madrid CF C Espanya | Total club    | Total club    | 51  | 40  | 0  | 0  | 0 | 0 | 51  | 40  | 0,78 |
| Reial Madrid Castella CF Espanya | 2.ª           | 2006-07       | 6   | 11  | 0  | 0  | 0 | 0 | 6   | 11  | 1,83 |
| Reial Madrid Castella CF Espanya | 2.ªB          | 2007-08       | 11  | 14  | 0  | 0  | 0 | 0 | 11  | 14  | 1,27 |
| Reial Madrid Castella CF Espanya | 2.ªB          | 2008-09       | 31  | 36  | 0  | 0  | 0 | 0 | 31  | 36  | 1,16 |
| Reial Madrid Castella CF Espanya | 2.ªB          | 2009-10       | 36  | 50  | 0  | 0  | 0 | 0 | 36  | 50  | 1,38 |
| Reial Madrid Castella CF Espanya | Total club    | Total club    | 84  | 111 | 0  | 0  | 0 | 0 | 84  | 111 | 1,32 |
| Reial Madrid C. F. Espanya | 1a            | 2010-11       | 3   | 0   | 1  | 0  | 1 | 2 | 5   | 2   | 0,40 |
| Reial Madrid C. F. Espanya | 1a            | 2011-12       | 1   | 1   | 2  | 2  | 2 | 1 | 5   | 4   | 0,80 |
| Reial Madrid C. F. Espanya | 1a            | 2012-13       | 3   | 4   | 4  | 4  | 1 | 1 | 8   | 9   | 1,13 |
| Reial Madrid C. F. Espanya | Total club    | Total club    | 7   | 5   | 7  | 6  | 4 | 4 | 18  | 15  | 0,83 |
| Cagliari Calcio Itàlia | 1a            | 2013-14       | 2   | 4   | 0  | 0  | 0 | 0 | 2   | 4   | 2    |
| Cagliari Calcio Itàlia | Total club    | Total club    | 2   | 4   | 0  | 0  | 0 | 0 | 2   | 4   | 2    |
| Real Betis Balompié Espanya | 1a            | 2013-14       | 17  | 31  | 0  | 0  | 4 | 3 | 21  | 34  | 1,61 |
| Real Betis Balompié Espanya | 2.ª           | 2014-15       | 40  | 35  | 0  | 0  | 0 | 0 | 40  | 35  | 0,88 |
| Real Betis Balompié Espanya | 1a            | 2015-16       | 36  | 50  | 1  | 4  | 0 | 0 | 37  | 54  | 1,46 |
| Real Betis Balompié Espanya | 1a            | 2016-17       | 37  | 62  | 0  | 0  | 0 | 0 | 37  | 62  | 1,68 |
| Real Betis Balompié Espanya | 1a            | 2017-18       | 30  | 53  | 0  | 0  | 0 | 0 | 30  | 53  | 1,77 |
| Real Betis Balompié Espanya | Total club    | Total club    | 160 | 231 | 1  | 4  | 4 | 3 | 165 | 238 | 1,44 |
| Atlètic de Madrid Espanya | 1a            | 2018-19       | 2   | 2   | 4  | 4  | 0 | 0 | 5   | 6   | 1,2  |
| Atlètic de Madrid Espanya | Total club    | Total club    | 1   | 2   | 4  | 4  | 0 | 0 | 5   | 6   | 1,2  |
| Total carrera | Total carrera | Total carrera | 326 | 410 | 12 | 14 | 8 | 7 | 346 | 431 | 1,25 |
| (1) Inclou dades de la Copa del Rei / Supercopa d'Espanya (2010-2013) i de la Copa Itàlia.(2) Inclou dades de la UEFA Champions League (2010-13) i UEFA Europa League (2013/14-Act.).(3) Mitjana de gols rebut per trobada. No s'inclouen gols (rebuts o marcats) en partits amistosos. |               |               |     |     |    |    |   |   |     |     |      |

## Palmarès
Reial Madrid CF
- 1 Primera Divisió: 2011-12.
- 1 Copa del Rei: 2010-11.
- 1 Supercopa d'Espanya: 2012.

Real Betis
- 1 Segona Divisió: 2014-15.

Atlético de Madrid
- 1 Supercopa d'Europa: 2018.[5]

Selecció espanyola
- 1 Campionat d'Europa sub-19: 2006.